# François Collas
François Collas (23 mars 1855 à Tourlaville - 22 septembre 1924 à Tessy-sur-Vire) est un militaire français, ayant atteint le grade de général de division.

## Biographie
Fils d’un brigadier des douanes de Cherbourg, François Collas a fait ses études militaires à l’École de Saint-Cyr. Il fait une grande partie de sa carrière militaire en Afrique du Nord. Il sert d’abord durant six ans en Algérie avant de participer, en 1881, à l’expédition de Tunisie.
Il fait preuve de courage reconnu par le ministre de la Guerre, le 22 mars 1879, lors du désastre de Tléta des Douairs, au cours duquel 19 zouaves meurent asphyxiés par le froid, lors d'un ouragan de froid, figeant ces soldats.
En 1896, il est chef de bataillon. Puis il est à nouveau affecté aux tirailleurs algériens en 1899.
Au début du XXe siècle, il fait partie de la mission franco-marocaine de délimitation de la frontière (1902) et est promu officier de la Légion d'honneur.
Nommé colonel du 2e régiment d’infanterie de Granville en 1909, il est promu général de brigade en 1913.
À la déclaration de guerre en 1914, il prend le commandement de la 52e brigade d'infanterie au sein de la 26e division d'infanterie. Il commande ensuite la 7e et la 15e DI.
Il meurt le 22 septembre 1924.

## Ascension militaire
- 1872 : Engagé volontaire comme soldat de 2e classe au 57e régiment d'Infanterie
- 1873 : Il entre à l'École spéciale militaire de Saint-Cyr
- 1875 : Il en sort comme Sergent
- 1875 : il s'engage dans le 1er régiment de tirailleurs algériens comme sous-lieutenant
- 1880 : devient lieutenant du 2e régiment de tirailleurs algériens
- 1885 : est nommé capitaine du 21e bataillon de chasseurs à pied
- 1887 : prend la tête du 5e régiment d'infanterie
- 1896 : devient chef de bataillon du 14e régiment d'infanterie
- 1899 : puis du 2e régiment de tirailleurs algériens
- 1904 : est promu lieutenant colonel du 38e régiment d'infanterie
- 1909 : devient colonel du 2e régiment d'infanterie, adjoint au préfet du 1er arrondissement maritime, gouverneur de Cherbourg
- 1912 : colonel du 18e régiment d'infanterie détaché à Cherbourg
- 1913 : devient général de brigade, adjoint au commandement en chef, préfet du 1er arrondissement, gouverneur de Cherbourg
- 1913 : général de brigade de la 52e brigade d'infanterie
- 1915 à 1917 : il commande les 7e et 15e divisions

## Décorations
- : Grand officier de la Légion d'honneur le 27 avril 1916[3]
  - Commandeur de la Légion d'honneur le 8 juillet 1889
  - Officier de la Légion d'honneur le 12 août 1905
  - Chevalier de la Légion d'honneur le 11 juillet 1914
- : Croix de guerre 1914-1918[3]
- : Médaille coloniale Agrafes : Algérie, Tunisie, Sahara
- : Officier du Nicham Iftikar le 15 novembre 1894[4]

## Campagnes d'Afrique et d'Afrique du Nord[5]
- 24 décembre 1875 au  21 avril 1881 : campagne d'Afrique
- 22 avril 1881 au  15 juin 1881 : campagne de Tunisie
- 16 juin 1881 au  22 janvier 1882 : colonne mobile de répression des mouvements insurrectionnels sur le territoire algérien
- 23 janvier 1882 au  30 mai 1882 : campagne d'Afrique
- 31 mai 1882 au  22 juin 1882 : colonnes mobiles de répression des mouvements insurrectionnels sur le territoire algérien
- 23 juin 1882 au  16 avril 1885 : campagne d'Afrique
- 4 mars 1899 au  1er février 1901 : Algérie
- 2 février 1901 au  19 août 1901 : région de Figirg
- 20 août 1901 au  10 novembre 1901 : Algérie
- 11 novembre 1901 au  1er décembre 1901 : région de Figuirg
- 2 décembre 1901 au  28 février 1902 : Algérie
- 1er mars 1902 au  19 mars 1902 : mission Franco marocaine de Délimitation de la frontière au Maroc
- 20 mars 1902 au  29 mai 1902 ! région de Figuirg
- 30 mai 1902 au  8 novembre 1904 : Algérie